# Jaafar Bambouk
Jaafar Bambouk (* 1998 in Syrien) ist ein österreichischer Politiker der Grünen. Bei der Landtags- und Gemeinderatswahl in Wien 2025 wurde er in den Wiener Gemeinderat und Landtag gewählt.

## Ausbildung
Bambouk maturierte am BORG 15 Henriettenplatz in Rudolfsheim-Fünfhaus. An der Universität Wien absolvierte er einen Master der Politikwissenschaften. Die Diplomatische Akademie verhalf ihm zu einem Master of Advanced Studies.

## Politik
Seit 2019 ist Bambouk der Bundessprecher der Grünen Jugend. Von 2022 bis 2024 war Bambouk parlamentarischer Mitarbeiter im Österreichischen Parlament. Im Mai 2025 wurde Bambouk in den Wiener Landtag und Gemeinderat gewählt. Er setzt inhaltliche Schwerpunkte im Bereich der Bewältigung der Klimakrise. Im März 2024 wurde er als Teil einer Expertengruppe bestehend aus Vertretern verschiedener Jugendorganisationen vor den Ausschuss für Familie und Jugend des Österreichischen Nationalrats geladen.

## Privates
Bambouk wuchs in Syrien auf, kam 2014 im Rahmen eines Sommerkurses „Acting for Peace“ der United World Colleges nach Tirol, entschied sich dann Asyl in Österreich zu beantragen und dauerhaft in Österreich zu bleiben. Im Dezember 2023 erhielt er die österreichische Staatsbürgerschaft. Sein Vater ist Dermatologe, seine Mutter arbeitet als Pharmazeutin. Auch sein Bruder hat ein Medizinstudium absolviert.

## Publikationen
- Gewalt und Klimakrise, Tectum-Verlag, Baden-Baden 2024, ISBN 978-3-8288-5194-8.[10]